# Cedro (Ceará)
Cedro est une municipalité brésilienne de État du Ceará. En 2013, elle compte 24 958 habitants.

## Source
- (pt) Cet article est partiellement ou en totalité issu de l’article de Wikipédia en portugais intitulé « Cedro (Ceará) » (voir la liste des auteurs).